# Mon pantalon est décousu
Mon pantalon est décousu è un cortometraggio del 1908 diretto da André Heuzé.

## Trama
Il visconte di Dieutegarde deve andare ad una festa, si sta preparando davanti allo specchio. Appena si alza dalla sedia i pantaloni gli si strappano, arrivato alla festa il visconte cerca in tutti i modi di non farsi accorgere dello strappo molto evidente sui pantaloni. Camminando rigido per raggiungere la sala da pranzo, si tiene la sedia sui pantaloni, per ballare si mette dietro un vassoio; ma alla fine tutti se ne accorgono.

## Remake
Nel 1910, Max Linder fece un remake di questo film con il titolo Shame on Max (Max manque un riche mariage) diretto da Lucien Nonguet.

## Date di pubblicazione
- Francia: 15 febbraio 1908
- USA: 14 marzo 1908

## Conosciuto anche come
- Austria: Meine Hose ist geplatzt
- Germania: Meine Hose ist geplatzt
- USA: In a Difficult Position